# Cohors III Augusta Thracum

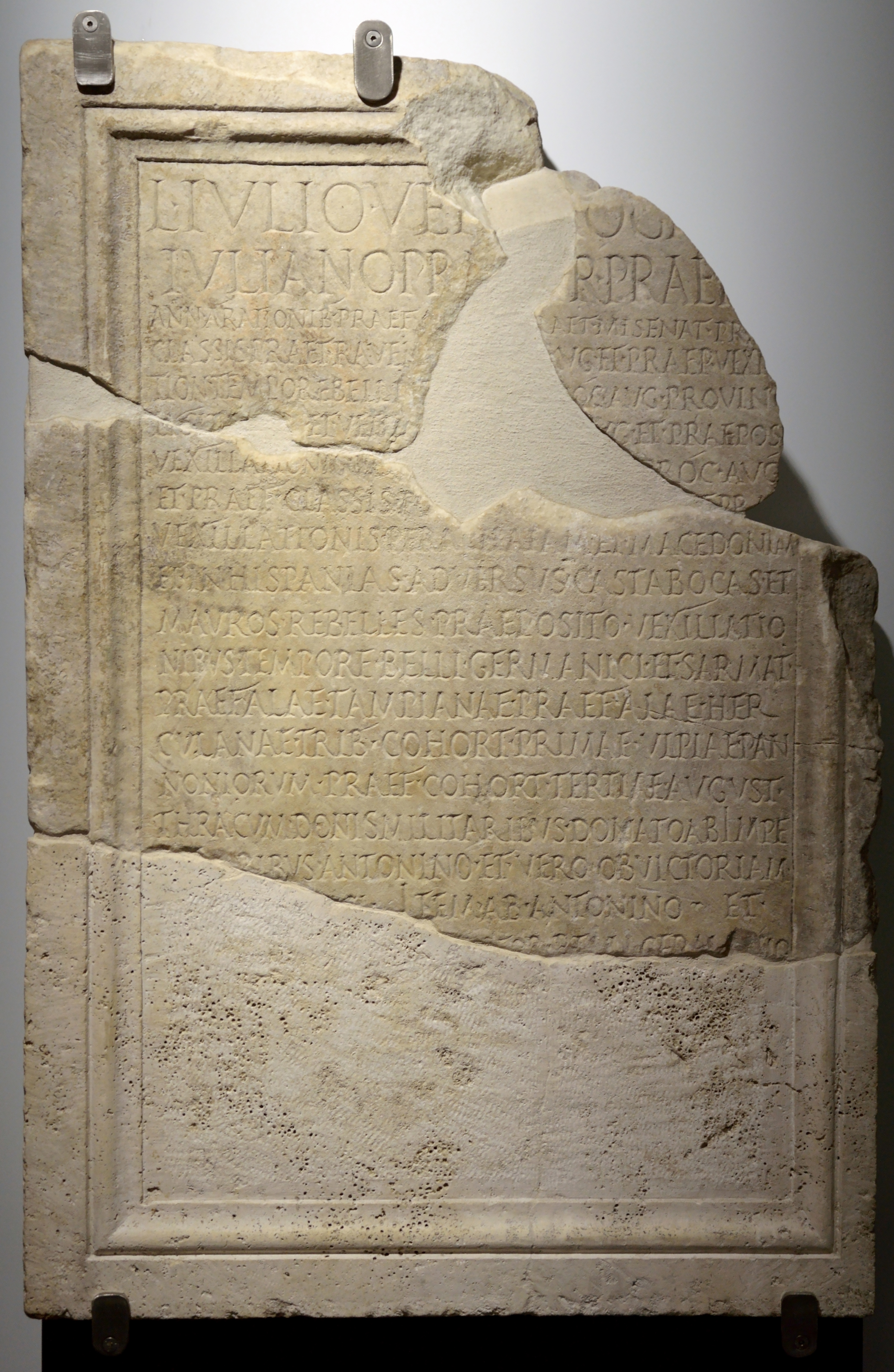
Die Inschrift des Lucius Iulius Vehilius Gratus Iulianus

Die Cohors III Augusta Thracum [equitata] (deutsch 3. Kohorte die Augusteische der Thraker [teilberitten]) war eine römische Auxiliareinheit. Sie ist durch Militärdiplome, Inschriften und einen Papyrus belegt.

## Namensbestandteile
- Augusta: die Augusteische. Die Ehrenbezeichnung bezieht sich auf Augustus.

- Thracum: Die Soldaten der Kohorte wurden bei Aufstellung der Einheit aus dem Volk der Thraker auf dem Gebiet der römischen Provinz Thrakien rekrutiert.

- equitata: teilberitten. Die Einheit war ein gemischter Verband aus Infanterie und Kavallerie. Der Zusatz kommt in einer Inschrift vor.[1]

Da es keine Hinweise auf den Namenszusatz milliaria (1000 Mann) gibt, war die Einheit eine Cohors quingenaria equitata. Die Sollstärke der Kohorte lag bei 600 Mann (480 Mann Infanterie und 120 Reiter), bestehend aus 6 Centurien Infanterie mit jeweils 80 Mann sowie 4 Turmae Kavallerie mit jeweils 30 Reitern.

## Geschichte
Die Kohorte war in der Provinz Syria stationiert. Sie ist auf Militärdiplomen für die Jahre 88 bis 156/157 n. Chr. aufgeführt.
Der erste Nachweis der Einheit in Syria beruht auf einem Diplom, das auf 88 datiert ist. In dem Diplom wird die Kohorte als Teil der Truppen (siehe Römische Streitkräfte in Syria) aufgeführt, die in der Provinz stationiert waren. Weitere Diplome, die auf 133/134 bis 156/157 datiert sind, belegen die Einheit in derselben Provinz. Eine etwas problematische, da nicht vollständig erhaltene Inschrift vom Kastellplatz Umm el-Quttein im Norden der Provinz Arabia Petraea nennt ebenfalls eine Cohors [II]I Augusta Thracum equitata. Die Inschrift datiert möglicherweise ins 2. Jahrhundert.
Der letzte Nachweis der Kohorte beruht auf einem Papyrus, der auf 227 datiert ist.

## Standorte
Standorte der Kohorte sind nicht bekannt.

## Angehörige der Kohorte
Folgende Angehörige der Kohorte sind bekannt.

### Kommandeure
| - Ιο[υ]λιος Οηστεινεια[νο]ς Α[σκ]λεπιαδης, ein επαρχος - Λ. Αβουρνιος Τυσκιανος, ein επαρχος - L(ucius) Bruttius Celer, ein Präfekt (CIL 10, 6100) | - L(ucius) C[] Sab[], ein Präfekt (CIL 6, 3508) - Lucius Iulius Vehilius Gratus Iulianus, ein Präfekt (CIL 6, 31856). Er war auch Präfekt der Ala Tampiana und der Ala Herculana sowie Tribun der Cohors I Ulpia Pannoniorum. |

### Sonstige
In dem Papyrus P.Dura 26, der auf den 26. Mai 227 datiert ist, sind die folgenden Soldaten und Veteranen aufgeführt:
| - Αὐρῆλι̣ς Σαλμάμες, ein Veteran - Claudius Theodorus, ein Optio - Flavis Serap̣eius, ein Nuntius - Ιύλιος Δειογένης, ein κορνικουλάριος | - Ιουλιος Δημήτριος, ein Veteran - Iul(ius) Monimus, ein Tesserarius - Vepo Flavianus, ein Tubicen |